# Parque Diana

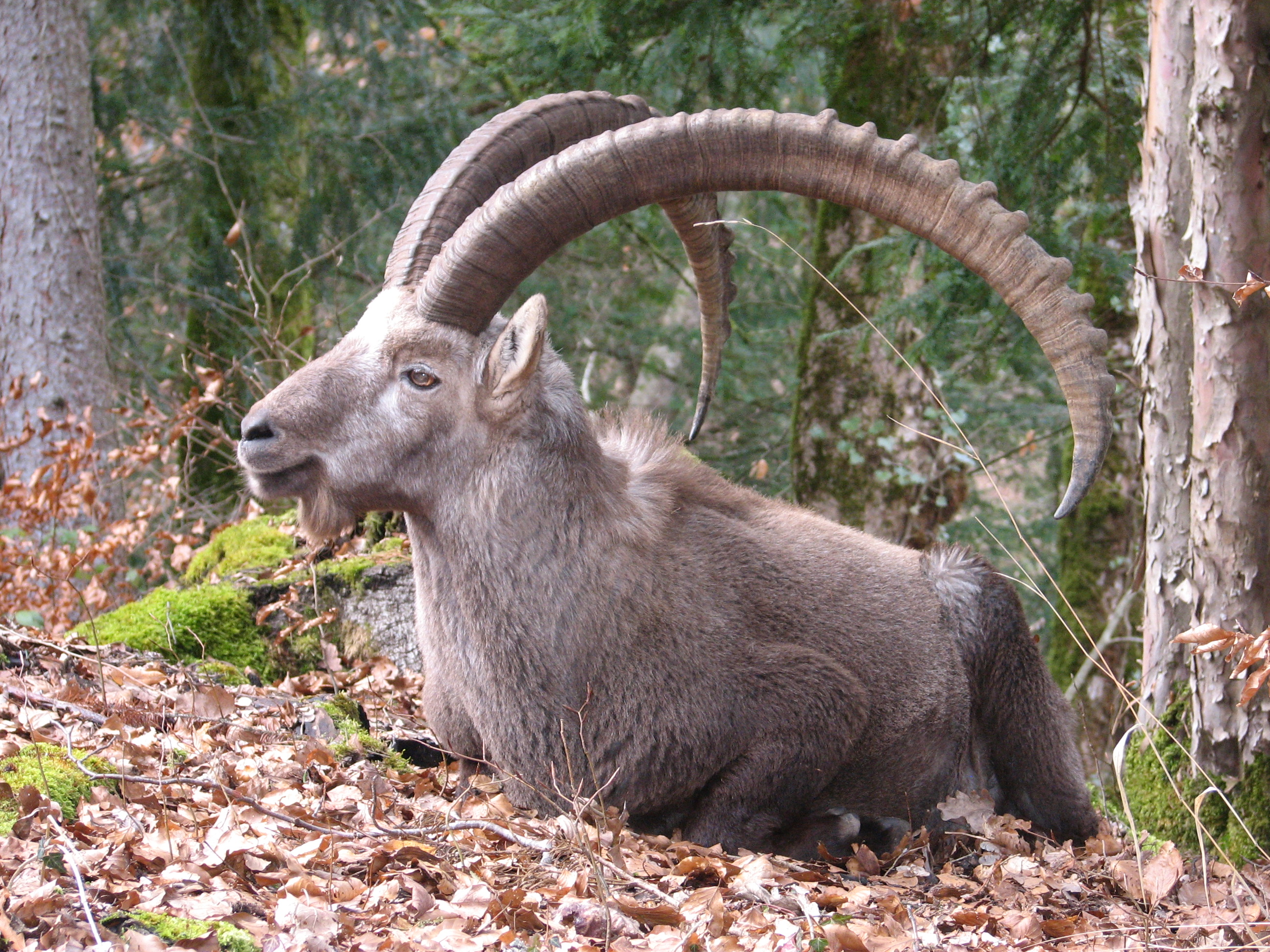
El íbice alpino o capricornio (Capra ibex), una de las especies emblemáticas del Parque Diana.

El Parque Diana, cuyo nombre oficial original era: Estación Zootécnica Experimental Parque Diana, nombre que luego mutó por el de Reserva Zoológica Parque Diana, es un coto de caza mayor situado en el departamento Lácar de la provincia del Neuquén, en el noroeste de la Patagonia argentina. Se localiza en la unión de la ruta provincial 63 con el camino de los Siete Lagos (un tramo de la Ruta Nacional 40 —ex 234—) a unos 30 kilómetros al sur de la ciudad de San Martín de los Andes y a 120 km al norte de San Carlos de Bariloche. Este coto desempeñó un rol fundamental en la introducción de vertebrados de características cinegéticas en la Argentina. En forma complementaria se practica también la pesca de truchas y cabalgatas. Posee una pista de aterrizaje propia de 1500 metros, 14 cabañas de categoría para alojar a los visitantes y 3300 hectáreas con arroyos y sierras habitadas por 2000 ejemplares de diversas especies aptas para la práctica de la caza mayor.

## Historia
Fue creado en el año 1963 como coto de caza mayor, por el cónsul alemán en la Argentina, el millonario industrial austríaco Dr. Carl Adolf Vogel, zar del negocio de la sal en el mundo. Lo desarrolló sobre una superficie original de 3300 ha en las coordenadas: 40°19′50.99″S 71°20′39.85″O / -40.3308306, -71.3444028 posicionado en la margen norte del lago Meliquina (la margen sur se encuentra dentro del parque nacional Lanín), dentro de las estancias «Meliquina» y «Lago Hermoso», también adquiridas por Vogel, formando así una enorme propiedad la cual llegó a cubrir una superficie total de 85 000 ha, la que incluía 3 lagos. Fue inaugurado como coto en el año 1966, al tiempo que también lo hacía como zoológico privado abierto al público. Fue llamado así pues Diana era el nombre de la hija de Vogel.
Luego del divorcio y muerte de Vogel, su hija debió vender la enorme estancia, por la que la dividió en gigantescas parcelas, de las cuales nacieron, entre otras, la estancia «Las Mil Rosas» (de Maia Swarosky), la hostería «El Viejo Botín» y la estancia «El Nuevo Botín» de 1620 hectáreas, propiedad de Alfredo Yabrán («Yabito S. A.»).
Los nuevos dueños del Parque Diana lo mantuvieron solo como un coto de caza de acceso restringido, cerrando el zoológico público.
Las estancias de Vogel fueron manejadas por un capataz, el conde Pallavicini, un italiano educado en Alemania y de polémica historia. La mano derecha de su fundador fue Beat Affolter, el cual fue contratado en Suiza por Vogel en la década de 1970. Affolter fue entrenado como tirador por el ejército suizo, y en los bosques de su país natal cazaba corzos y jabalíes antes de trasladarse a la Patagonia. En la segunda década del siglo XXI, y luego de más de 3 décadas, continuaba administrando el coto y guiando a cazadores.
El Parque Diana recibió el apoyo de sucesivas administraciones provinciales ya que siempre buscaron hacer de la provincia del Neuquén un destino de caza mayor de renombre internacional.
Se alojaron en el Parque Diana numerosas personalidades, desde la cantante Shakira hasta presidentes argentinos como Fernando de la Rúa o San Wichi.

## Características geográficas
El Parque Diana se ubica en el área ecotonal entre las montañas cubiertas por densos bosques de coíhues, ñirres y cipreses de la cordillera y la estepa patagónica. Presenta lagos, arroyos cristalinos, sierras que se cubren de nieve en el invierno, con bosques caducifolios en las laderas que se tiñen de tonos anaranjados durante el otoño. El predio es atravesado por el río. Los sectores mesetiformes son áridos y ventosos, y presentan vegetación esteparia compuesta por pastos duros y arbustos achaparrados.

## La introducción de fauna cinegética

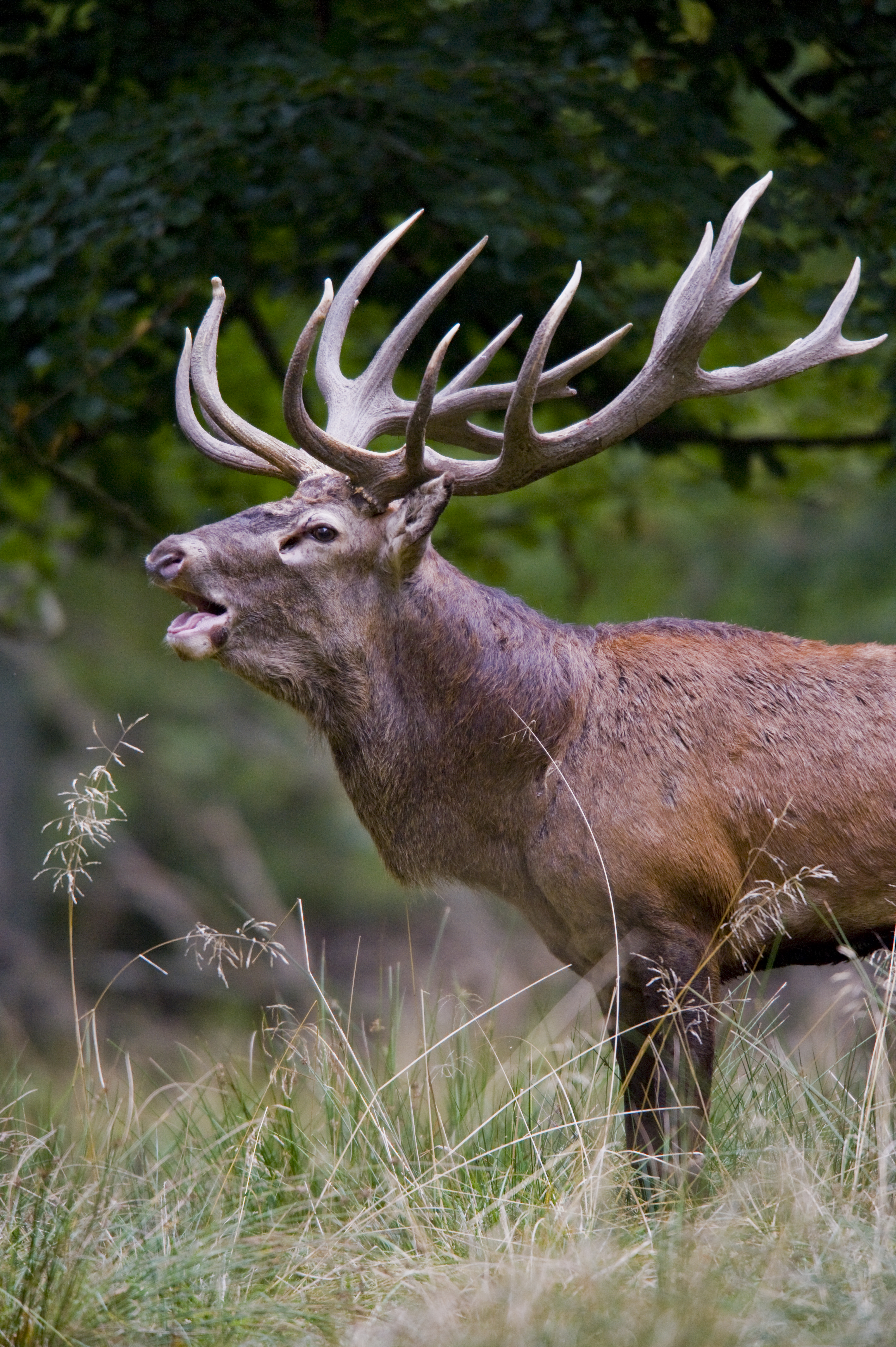
El ciervo colorado, una de las especies emblemáticas del Parque Diana.

El Parque Diana es relevante en la importación de especies cinegéticas al Cono Sur de América. Luego de ser adquiridos en sus patrias de origen, los lotes eran transportados por barco hasta el puerto de Buenos Aires. Desde allí eran cargados a camiones que los trasladaban 1600 kilómetros (en buena parte por caminos de tierra) hasta arribar a los corrales del coto. Allí pasaban un período de aclimatación antes de ser liberados. La mayoría eran concentrados y multiplicados en el parque Hellabrunn de Múnich, Alemania en el tiempo en que sus directores eran Lutz Heck y Alfred Zoll.

### Especies introducidas con éxito
Ciervo colorado
El ciervo colorado (Cervus elaphus) es la especie emblemática del Parque Diana ya que allí fue cazada la que en su momento constituyó en puntaje la segunda cornamenta del mundo de esta especie. Partiendo de ciervos neuquinos descendientes de los 20 ejemplares que Roberto Hoffman liberó en el año 1922 en su estancia Collun-Co (los que a su vez provenían de la primitiva importación de Pedro Olegario Luro Pradère en La Pampa) Carl Vogel importó reproductores selectos desde Nueva Zelanda, Inglaterra, Austria, Hungría, etc. los cuales, por cruzamiento con el ciervo local, imprimieron una mejoría general de las cornamentas, contando también con el apoyo de una suplementación alimentaria para cubrir la demanda de minerales que representa la producción, todos los años y en un mismo animal, de enormes cuernas de varios kilogramos cada una.
Ciervo dama

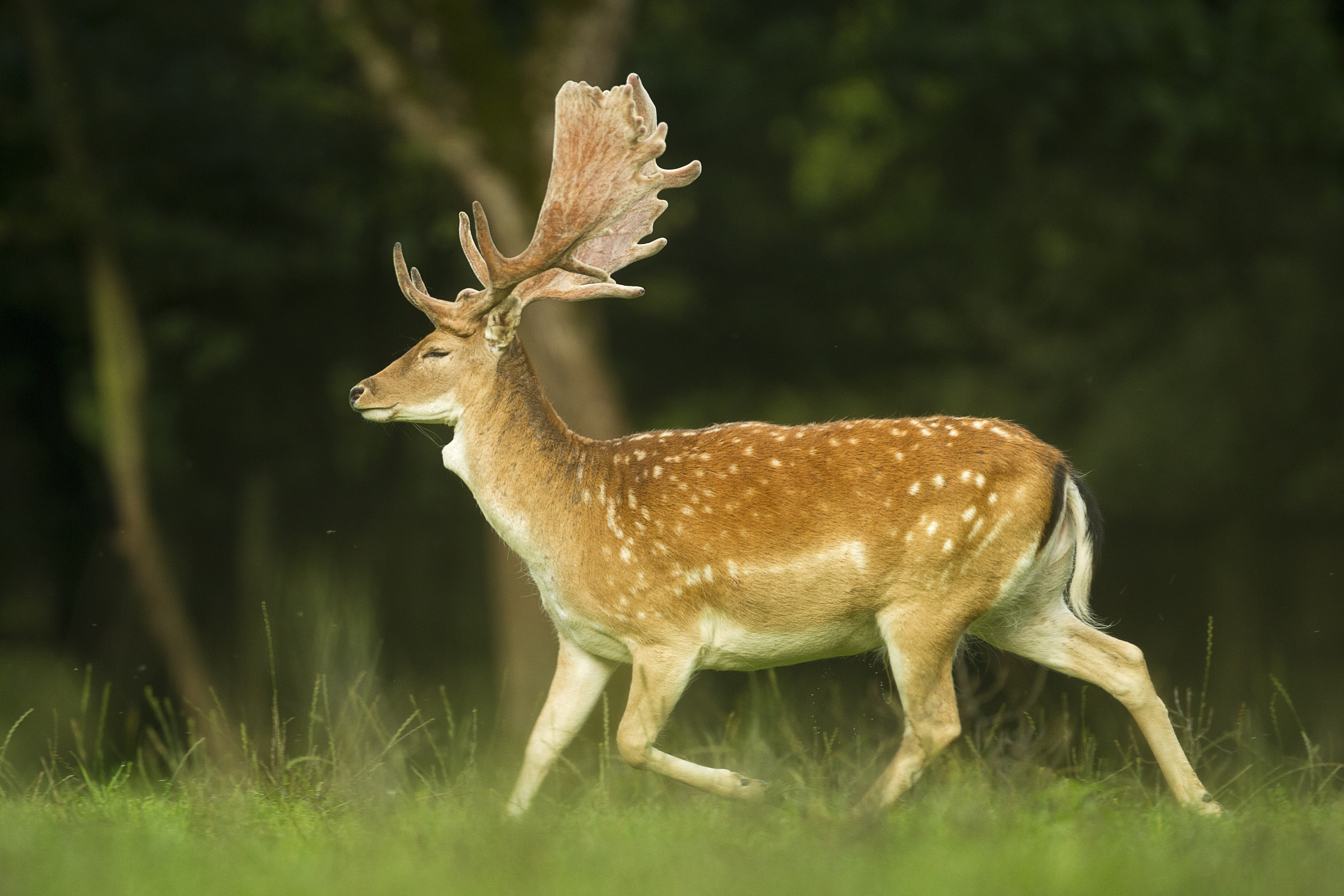
El ciervo dama, gamo o paleto, una de las especies destacadas del Parque Diana.

El ciervo dama, gamo o paleto (Dama dama), previamente incorporado a la Argentina desde Europa, fue introducido al Parque Diana con ejemplares del Tierpark Hellabrunn en Múnich, Alemania.
Ciervo del padre David
El ciervo del padre David (Elaphurus davidianus) es un raro cérvido extinguido en su patria de origen (República Popular China), el que solo se conserva en zoológicos y algunos focos donde fue asilvestrado. En el año 1969 fueron liberados en el Parque Diana un macho y 2 hembras (provenientes del Tierpark Hellabrunn en Múnich, Alemania), los que con el tiempo conformaron una manada. Posteriormente se traslocaron grupos en varios cotos de caza, logrando mantener una población destacada.
Muflón

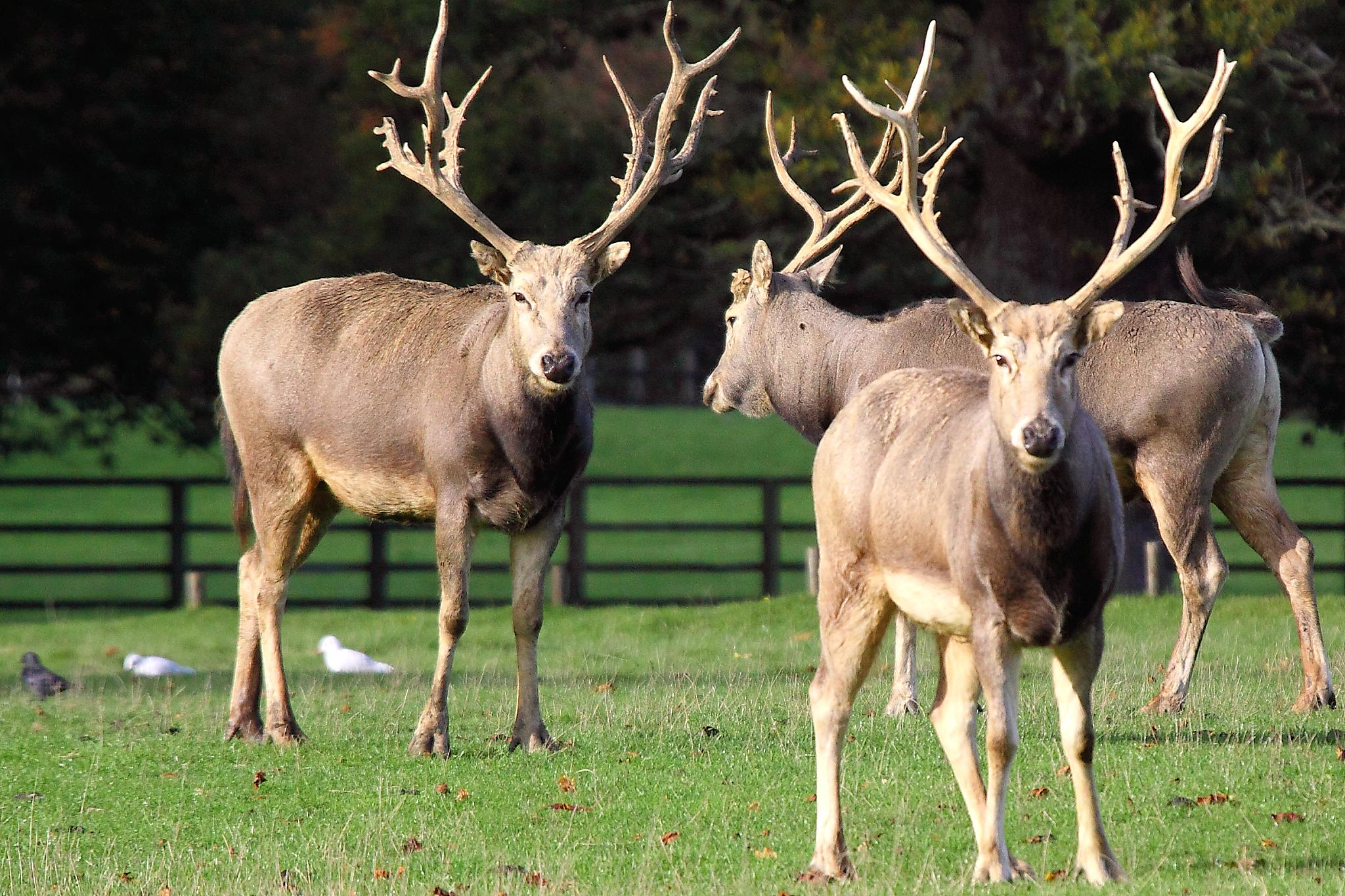
El ciervo del padre David, una de las especies destacadas del Parque Diana.

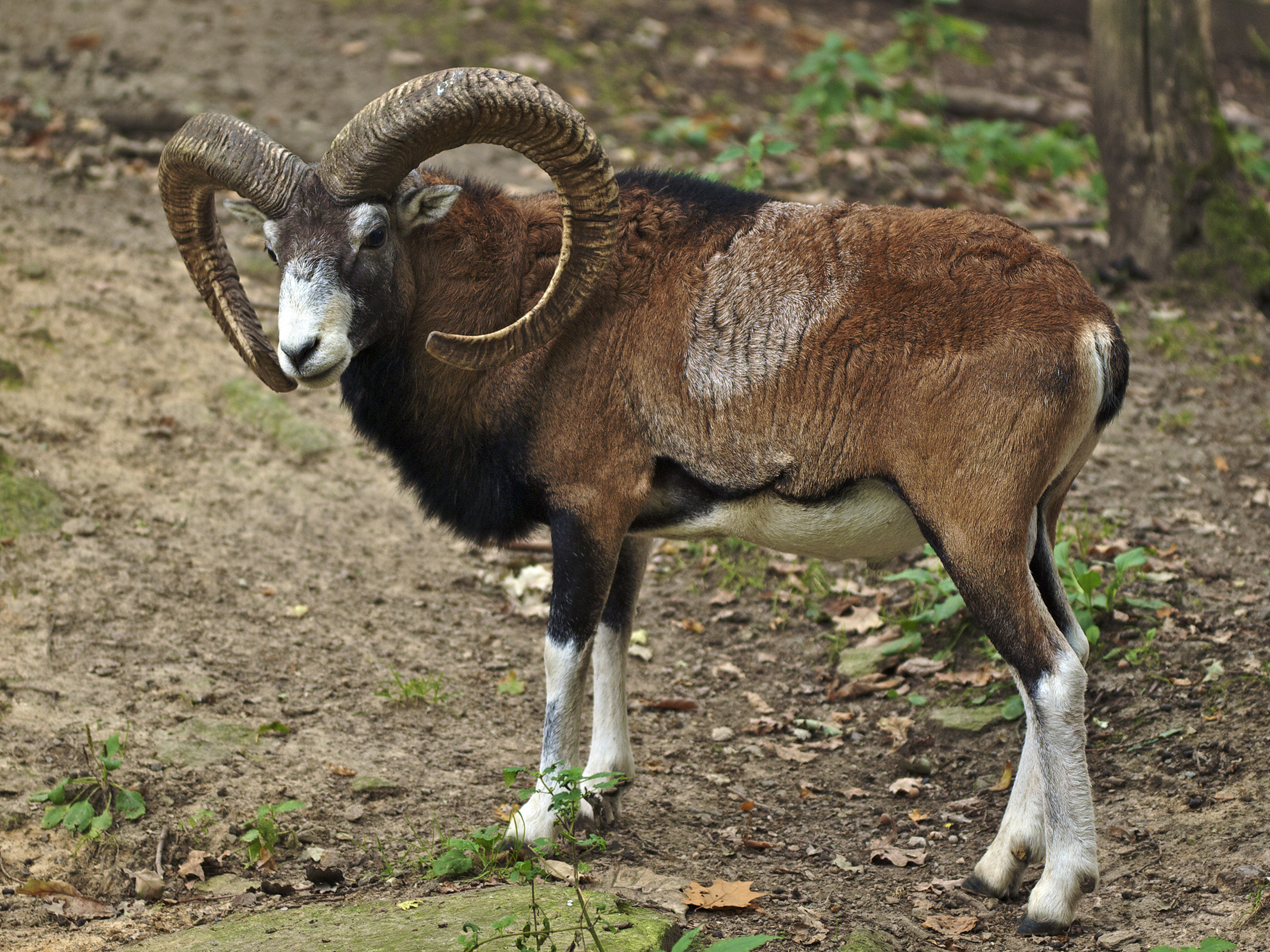
El muflón, una de las especies destacadas del Parque Diana.

El muflón (Ovis orientalis musimon) es un bóvido originario de Córcega, el cual fue introducido en la década del 1960 cuando fueron incorporados 7 ejemplares al Parque Diana provenientes del Tierpark Hellabrunn en Múnich, Alemania. Su origen era el zoológico Hellabrunn, de Múnich, Alemania. Se multiplicaron rápidamente, por lo que es una de las especies más buscadas por los cazadores que llegan al Parque Diana.
Íbice alpino
El íbice alpino o capricornio (Capra ibex) es un bóvido originario de las montañas alpinas del centro de Europa, el cual fue introducido en la Argentina en la década del 1960 cuando fueron incorporados 7 ejemplares al Parque Diana. Su origen era el parque nacional Gran Paradiso, en los Alpes italianos, siendo esta luego reforzada con una segunda importación en 1967. Se ha adaptado muy bien al biotopo montañoso de este parque, el cual posee 17 de los 20 mejores trofeos de íbice alpino cazados en América del Sur ya que es la poseedora de la única población silvestre y sostenible de la especie en el subcontinente.
Jabalí
Originario de Eurasia, el jabalí (Sus scrofa scrofa) fue introducido en la Argentina por Pedro Olegario Luro Pradère entre 1904 y 1906 en su coto de caza pampeano en la estancia San Huberto. De este núcleo se traslocó ejemplares a la estancia Collun-co durante el período 1917-1922. Posteriormente se expandió por otras localidades del país, entre las que se encontraba el Parque Diana.

### Otras especies introducidas
Varias especies también han sido importadas y poblaron en la década de 1960 las tierras del Parque Diana, más de las mismas no se ha logrado mantener con el tiempo poblaciones viables por lo que se han extinguido del parque y de la Argentina.
Wapiti
Del mismo género que el ciervo colorado (Cervus)  en el año 1968 Parque Diana también incorporó ejemplares de wapiti (Cervus canadensis), originarios de Norteamérica.
Ciervo de Virginia
El ciervo de Virginia o de cola blanca (Odocoileus virginianus) es un cérvido originario de Estados Unidos, del cual en el año 1967 fue liberada una manada en el Parque Diana, provenientes del Tierpark Hellabrunn en Múnich, Alemania.
Gamuza
El ciervo rebeco o gamuza (Rupicapra rupicapra) es un cérvido originario de Europa, del cual se intentó introducir, de manera fallida, en marzo de 1967, muriendo 2 de los 4 ejemplares en el largo viaje marítimo de 40 días, otro en Buenos Aires, y solo uno pudo llegar al Parque Diana, el que también murió al poco tiempo. La segunda importación fue en noviembre de 1967, y se empleó la vía aérea. Desde Yugoslavia y en cestas de mimbre, 3 machos, 4 hembras y una cría fueron llevados por tierra al Tierpark Hellabrunn de Múnich, Alemania, allí se los vacunó contra la aftosa y luego fueron cargados hacia Frankfurt. Mediante un vuelo que duró solo 14 horas desde Frankfurt a Buenos Aires, se transportó a la totalidad de los ejemplares, que llegaron en las mejores condiciones. Desde el aeropuerto de Ezeiza en Buenos Aires los animales fueron llevados hacia el Parque Diana por tierra. Mientras atravesaban la provincia de La Pampa, un ejemplar logró romper el mimbre de su jaula y se escapó con un poderoso salto. Al llegar a destino un ejemplar fue ultimado por un predador inmediatamente después de su liberación. Finalmente fueron liberados 3 machos y 3 hembras en junio de 1968.
Carnero de Berbería
El arruí o carnero de Berbería (Ammotragus lervia) es un bóvido originario del norte de África, En el año 1968 fue liberada una manada en el Parque Diana, con ejemplares provenientes del Tierpark Hellabrunn en Múnich, Alemania.
Bisonte europeo
El bisonte europeo (Bison bonasus) es un bovino originario de Europa, del cual en el año 1968 fue liberada una manada en el Parque Diana, con ejemplares provenientes del Tierpark Hellabrunn en Múnich, Alemania.